# Почапська Оксана Іванівна
Окса́на Іва́нівна Поча́пська (нар.25 січня 1983, с. Зіньків Віньковецького району, Хмельницької області) — українська поетеса, член Національної спілки письменників України, член Національної спілки журналістів України, член Національної спілки краєзнавців України (з 2018 року)

## Біографія
Оксана Почапська народилася 25 січня 1983 року в селі Зіньків на Хмельниччині.
1987 року вона виїхала з батьками до Монголії, де навчалась у підготовчій групі музичної школи з класу фортепіано. Сім'я повернулася до України 1989 року й оселилась у Кам'янці-Подільському, де Оксана здобула освіту в загальноосвітній школі № 7 та районній дитячій музичній школі з класу фортепіано.
У 2000—2005 роках навчалася на факультеті української філології та журналістики Кам'янець-Подільського національного університету імені Івана Огієнка, здобула фах учителя української мови й літератури та англійської мови й зарубіжної літератури.
2005 року стала старшим диспетчером, а згодом асистентом кафедри теорії та історії журналістики й української літератури факультету української філології та журналістики Кам'янець-Подільського національного університету імені Івана Огієнка. Паралельно із роботою навчалася у магістратурі факультету іноземної філології Кам'янець-Подільського національного університету імені Івана Огієнка, яку завершила у 2006 році, здобувши спеціальність «Магістр педагогічної освіти. Викладач англійської мови і літератури».
Того ж таки року вступила до аспірантури факультету журналістики Львівського національного університету імені Івана Франка (кафедра радіомовлення і телебачення).
2009 року під керівництвом доктора історичних наук, професора І. В. Крупського захистила кандидатську дисертацію «Українська сатирична публіцистика Наддніпрянщини періоду національно-визвольних змагань 1917—1921 років».
До 2010 року обіймала посаду старшого викладача кафедри теорії та історії журналістики й української літератури (а потім вже кафедри журналістики) факультету української філології та журналістики Кам'янець-Подільського національного університету імені Івана Огієнка.
Також була заступником декана з наукової роботи та інформатизації навчального процесу факультету української філології та журналістики КПНУ імені Івана Огієнка
Сьогодні працює на посаді доцента кафедри журналістики Кам'янець-Подільського національного університету імені Івана Огієнка.
Активно бере участь у координуванні й мультиплікації курсів з медіаграмотності. 

## Громадська діяльність
- Член Національної спілки письменників України (з 2006 року).
- Член Національної спілки журналістів України (3 2011 року)
- Член Національної спілки краєзнавців України (з 2018 року)

## Творчий доробок
Автор трьох поетичних збірок:
- «За тридев'ять земель, за тридесять дзеркал» (2005)
- «КлЕнопис осені» (2009)
- «Через бруки» (2014)
- Почапська Оксана. «Лікнеп» для… літераторів: Враження // Кам'янець-Подільський вісник. — 2006. — 7 липня. — С. 7.
- Співавтор збірки оповідань "Великдень через Збруч" (оповідання "На пам'ять")
- Співавтор збірки оповвдань "Покрова через Збруч" (оповідання "Сіф")

## Нагороди
- Лауреат літературної премії імені Григорія Костюка (2008)
- Лауреат премії «Скарби землі Болохівської» (2011)
- Лауреат премії Кабінету Міністрів України (за вагомий внесок у розбудову України) (2011)[2]